# Tommy Yune
Tommy Yune ( Hangul 토미 윤 , Caracteres  尹泰 善) é um quadrinista coreano-americano, que se tornou conhecido por seu trabalho no estilo mangá em Speed Racer, que foi seguido por um renascimento na indústria de quadrinhos de séries de quadrinhos de animes clássicos como Transformers, Batalha dos Planetas e Robotech (do qual chegou a dirigir um longa animado). Em videogames participou das equipes dos jogos FX Fighter, Robotech: Battlecry, e da premiada série The Journeyman Project.
Yune iniciou sua carreira nos quadrinhos em 1992, com a série cult de animais antropomórficos Buster the Amazing Bear. Após alguns anos como designer de jogos, ele se juntou a Jim Lee na Wildstorm. Em 1999, escreveu e ilustrou Speed Racer, seguido por duas minisséries no estilo mangá: Racer X e Danger Girl: Kamikaze. Sua versão original de Speed Racer foi relançada em 2000 na forma de uma graphic novel intitulada Born to Race.
Sua primeira experiência em animação para cinema foi criando a sequência de abertura em computação gráfica de Gen¹³, dirigido por Kevin Altieri. Em 2001, deixou a Wildstorm para se tornar diretor criativo da Harmony Gold USA, liderando o relançamento da franquia Robotech. Trabalhou ao lado de seu irmão, Steve Yun, conhecido como o webmaster do site oficial de Robotech.
Tommy Yune foi um dos roteiristas de Robotech: The Shadow Chronicles e da sua sequência cancelada, Robotech: The Shadow Rising. Em 2011, foi promovido a presidente da divisão de animação da Harmony Gold USA. Em 2013, ajudou a escrever e produzir Robotech: Love Live Alive, com direção de Gregory Snegoff. Já em 2014, esteve envolvido no projeto fracassado de financiamento coletivo (Kickstarter) para o piloto de TV Robotech: Academy.
Tommy tinha uma relação muito próxima com seu pai, o falecido John S. Yun, cuja aprovação buscava constantemente para seus projetos. Seu pai recebeu créditos especiais em The Journeyman Project: Pegasus Prime e Robotech: Love Live Alive.